# Dora oder die sexuellen Neurosen unserer Eltern
Dora oder die sexuellen Neurosen unserer Eltern ist ein Film von Stina Werenfels aus dem Jahr 2015. Er basiert auf dem Bühnenstück Die sexuellen Neurosen unserer Eltern von Lukas Bärfuss. Der Film hatte seine Premiere am 23. Januar 2015 bei den Solothurner Filmtagen und lief bei den Internationalen Filmfestspielen Berlin in der Sektion „Panorama“. Der Kinostart in Deutschland war am 21. Mai 2015.

## Handlung
Die 18-jährige geistig behinderte, aber mündige Dora ist ein lebenslustiges und aufgewecktes Mädchen. Als ihre Mutter Kristin Doras Medikamente absetzt, beginnt diese ihre Sexualität zu entdecken. Sie trifft auf einem Markt den zwielichtigen Peter, der ihr auf Anhieb gefällt. Es dauert nicht lange, bis die beiden zum ersten Mal miteinander schlafen, wobei dieses erste Mal einer Vergewaltigung gleichkommt. Doras Eltern halten von alledem nichts und untersagen ihr den Kontakt zu Peter, wovon sich Dora allerdings nicht beirren lässt. Sie wird ungeplant schwanger und droht damit ihre Familie auseinanderzureißen.

## Kritik
Der Filmdienst urteilte, der Film feiere „wohltuend unverkrampft die heitere Lebenslust seiner Protagonistin, die exemplarisch für das Recht auf Sexualität und Selbstbestimmung auch geistig behinderter Menschen steht“. Dabei schlage der „ungeheuerlich heftige, aber auch ungeheuer mutige Film“ bisweilen „unverhofft humorvolle Töne an und konfrontiert mit den fließenden Grenzen der Wahrnehmung sowie mit dem Fließen moralischer Grenzen“.

## Auszeichnungen
- Filmfest Brüssel 2015: Cinelab Award, Cineuropa Award
- Nominierungen beim Schweizer Filmpreis 2015: Bester Spielfilm, Bestes Drehbuch, Beste Kamera sowie Beste Filmmusik[5]